# Mladí jihočeští výtvarní umělci
Mladí jihočeští výtvarní umělci bylo volné sdružení výtvarníků žijících či působících v jižních Čechách po návratu z uměleckých učilišť v období 1979–1986. Nešlo o skupinu se společným programem, ale o tvůrčí setkávání, které vrcholilo sérií výstav, na kterých mohli autoři konfrontovat své umělecké názory. Do kontextu tradiční jihočeské (převážně krajinářské tvorby) přinášeli tak nové formální i obsahové podněty. Podporu této nastupující generaci vyjádřili tehdy již uznávaní umělci regionu malíři Miloslav Cicvárek, Ada Novák, Karel Valter a Jan Cihla. Z grafiků to byli Václav Boukal a František Peterka. Zájem o mladou generaci projevovali také sochaři Jiří Prachař, Stanislav Zadražil či keramik Antonín Škoda. Postupně se rozšiřující společenství autorek a autorů prezentovalo široký okruh tvorby v oblasti malby, grafiky, plastiky, keramiky, textilního umění, sklářství, fotografie a scénografie. Mnozí z umělců se postupně stali nedílnou součástí české výtvarné kultury následujících desetiletí.

## Výstavy

### 1. výstava 1979 – "Mladí jihočeští výtvarní umělci", Dům umění, České Budějovice
Deset autorů: Věra Boudníková Špánová,  Ladislav Hodný ml., Václav Holoubek, Václav Johanus, Miroslav Konrád, Jaroslav Křišťan, Jiří Malý, Jiří Ptáček, Jiří Řeřicha, Ludvík Vacek. Zahájení: ak. mal. Jan Cihla.

### 2. výstava 1980 – "Mladí jihočeští výtvarní umělci", Muzeum husitského revolučního hnutí, Tábor – dnesHusitské muzeum v Táboře
Třináct autorů: Jan Benda, Věra Špánová-Boudníková, Ladislav Hodný ml., Václav Holoubek, Václav Johanus, Miroslav Konrád, Jaroslav Křišťan, Jiří Malý, Jiří Ptáček, Jiří Řeřicha, Sokoltová, Maria Tomšová, Ludvík Vacek. Zahájení: ak. mal. Jan Cihla.

### 3. výstava 1980 – "Mladí jihočeští výtvarní umělci", Městské muzeum, Blatná
Třináct autorů: Jan Benda, Věra Špánová-Boudníková, Ladislav Hodný ml., Václav Holoubek, Václav Johanus, Miroslav Konrád, Jaroslav Křišťan, Jiří Malý, Jiří Ptáček, Jiří Řeřicha, Sokoltová, Maria Tomšová, Ludvík Vacek. Zahájení: Mgr. Karel Petrán.

### 4. výstava 1980 – "Prooemium", Český Krumlov
Jan Benda, Věra Špánová-Boudníková, Jaroslav Křišťan, Jiří Ptáček, Jiří Řeřicha, Maria Tomšová, Ludvík Vacek. Zahájení: ak. mal. Jan Cihla.

### 5. výstava 1981 – "Mladí jihočeští výtvarní umělci", Okresní muzeum, Písek – dnes Prácheňské muzeum Písek
Sedmnáct autorů: Věra Špánová-Boudníková, Pavel Brunclík, Jiří Čech, Ladislav Hodný ml., Václav Holoubek, Jiří Hovorka, Václav Johanus, Miroslav Konrád, Jaroslav Křišťan, Jiří Malý, Jiří Ptáček, Tomáš Proll, Jiří Řeřicha, Ivan Tlášek, Radek Tomša, Maria Tomšová, Ludvík Vacek. Zahájení: PhDr. Jaromír Procházka.

### 6. výstava 1982 – "Mladí jihočeští výtvarní umělci", Okresní muzeum, Jindřichův Hradec – dnesMuzeum Jindřichohradecka
Pořádal Klub přátel výtvarného umění, pobočka Jindřichův Hradec a Jihočeská krajská organizace Svazu českých výtvarných umělců (SČVU). Expozice byly instalovány v prostorách Okresního vlastivědného muzea (nyní Muzeum Jindřichohradecka) a Státního zámku Jindřichův Hradec.
Dvacetjeden autorů: Věra Špánová-Boudníková, Jan Benda, Pavel Brunclík, Jiří Čech, Libor Erban, Ladislav Hodný ml., Václav Holoubek, Jiří Hovorka, Václav Hrůza, Václav Johanus, Miroslav Konrád, Jaroslav Křišťan, Roman Kubička, Jiří Malý, Miroslav Páral, Jiří Ptáček, Tomáš Proll, Jiří Řeřicha, Ivan Tlášek, Radek Tomša, Maria Tomšová, Ludvík Vacek. Zahájení: PhDr. Jaromír Procházka.

### 7. výstava 1983 – "Mladí jihočeští výtvarní umělci", Galerie města Most, Most
Čtrnáct autorů: Věra Špánová-Boudníková, Ladislav Hodný ml., Jiří Hovorka, Václav Hrůza, Václav Johanus, Vladimíra Konvalinková, Miroslav Konrád, Jaroslav Křišťan, Jiří Malý, Miroslav Páral, Jaroslava Pešková, Jiří Ptáček, Jiří Řeřicha, Ludvík Vacek. Zahájení: PhDr. Jaromír Procházka.

### 8. výstava 1983 – "Mladí jihočeští výtvarní umělci", Štětín, Polsko
Čtrnáct autorů: Věra Špánová-Boudníková (1946–2012), Ladislav Hodný ml., Jiří Hovorka, Václav Hrůza, Václav Johanus, Vladimíra Konvalinková, Miroslav Konrád, Jaroslav Křišťan, Jiří Malý, Miroslav Páral, Jana Pešková, Jiří Ptáček, Jiří Řeřicha, Ludvík Vacek.

### 9. výstava 1985 – "Prooemium", Český Krumlov
Jedenáct autorů: Jiří Čech, Josef Geršl, Karel Hrubeš, Václav Hrůza, Jana Kasanová-Rybičková, Josef Mištera, Miroslav Páral, Eva Prokopcová, Tomáš Proll, Květa Rybičková, Věra Vejsová.

### 10. výstava 1986 – "Mladí jihočeští výtvarní umělci a hosté", Muzeum dělnického revolučního hnutí, České Budějovice – dnesJihočeská vědecká knihovna
Jiří Čech, Josef Geršl, Ladislav Hodný ml., Jiří Hovorka, Karel Hrubeš, Václav Hrůza, Václav Johanus, Jana Kasanová-Rybičková, Miroslav Konrád, Vladimír Krnínský, Jaroslav Křišťan, Jaroslava Velebová-Lázničková, Jiří Malý, Miroslav Páral, Petr Pfleger, Eva Prokopcová, Jiří Ptáček, Květa Rybičková, Jiří Řeřicha, Ivan Tlášek, Věra Vejsová. Zahájení: prof. Jiří Ptáček, ak. mal. 

### 11. výstava 2007 – "Mladí jihočeští výtvarní umělci po 25 (a více) letech", Prácheňské muzeum, Písek
Po dvacetipěti a více letech se uskutečnilo setkání "mladých" jihočeských výtvarníků. Díky aktivitě PhDr. Jaromíra Procházky a profesora Jiřího Ptáčka, ak. mal., proběhly dvě konfrontační výstavy, které představily tvorbu tehdejších mladých umělců v období jejich vyzrálého výtvarného projevu.
Dvacet autorů: Pavel Brunclík, Josef Geršl, Ladislav Hodný, Jiří Hovorka, Karel Hrubeš, Václav Hrůza, Václav Johanus, Miroslav Konrád, Vladimír Krnínský, Jaroslav Křišťan, Roman Kubička, Jaroslava Velebová-Lázničková, Miroslav Páral, Jana Pešková, Petr Pfleger, Tomáš Proll, Jiří Ptáček, Jiří Řeřicha, Ludvík Vacek, Věra Vejsová. Zahájení: PhDr. Jaromír Procházka.

### 12. výstava 2007 – "Mladí jihočeští výtvarní umělci po 25 (a více) letech", Muzeum Jindřichohradecka, Jindřichův Hradec
Dvacet autorů: Pavel Brunclík, Josef Geršl, Ladislav Hodný, Jiří Hovorka, Karel Hrubeš, Václav Hrůza, Václav Johanus, Miroslav Konrád, Vladimír Krnínský, Jaroslav Křišťan, Roman Kubička, Jaroslava Velebová-Lázničková, Miroslav Páral, Jana Pešková, Petr Pfleger, Tomáš Proll, Jiří Ptáček, Jiří Řeřicha, Ludvík Vacek, Věra Vejsová. Zahájení: PhDr. Jaromír Procházka.

## Umělci
- Jan Benda, keramik (* 28. 10. 1952)
- Věra Boudníková, textilní výtvarnice (5. 7. 1946 – 11. 1. 2012)
- Pavel Brunclík, fotograf (* 21. 10. 1950)
- Jiří Čech, ak. mal., restaurátor (* 25. 1. 1954)
- Libor Erban, ing. arch., architekt, výtvarník (13. 5. 1944 – 9. 12. 2002)
- Josef Geršl, ak. mal., malíř, pedagog (* 15. 12. 1952)
- Ladislav Hodný, umělecký knihař, malíř (* 14. 2. 1943)
- Václav Holoubek, ak. mal., malíř (* 26. 8. 1953)
- Jiří Hovorka, grafik (* 23. 4. 1946)
- Karel Hrubeš, ak. mal., malíř, restaurátor (* 21. 7. 1955)
- Václav Hrůza, ak. soch., keramik (* 24. 2. 1951)
- Václav Johanus, grafik (6. 7. 1947 – 23.2.2024)
- Jana Kasanová-Rybičková, ak. mal., malířka (* 17. 7. 1957)
- Vladimíra Konvalinková, keramička (* 30. 12. 1951)
- Miroslav Konrád, ak. mal., malíř (* 17. 6. 1945)
- Vladimír Krnínský, ak. soch., sochař, restaurátor (* 8. 5. 1951)
- Jaroslav Křišťan, scénograf, grafik (25. 11. 1948 – 20.8. 2013)
- Roman Kubička, ak. mal., malíř, pedagog (25. 12. 1948 – 16.6. 2020)
- Jiří Malý, ak. mal., malíř, pedagog (* 27. 3. 1951)
- Josef Mištera, ak. mal., výtvarník, pedagog (* 13. 12. 1955)
- Miroslav Páral, sochař (9. 6. 1955 – 17.8. 2022)[6]
- Jana Pešková, keramička (* 28. 6. 1947)
- Petr Pfleger, ak. mal., malíř (* 6. 2. 1950)
- Eva Prokopcová, ak. mal., malířka (* 9. 2. 1948)
- Tomáš Proll, ak. soch., keramik (6. 3. 1951 – 9. 9. 2017)
- Jiří Ptáček, ak. mal., malíř (* 29. 3. 1949)
- Květa Rybičková, ak. mal., malíř (* 17. 7. 1957)
- Jiří Řeřicha, ak. mal. malíř (* 19. 3. 1951)
- Hana Sokoltová-Zpěváková, grafička, ilustrátorka (* 2. 6. 1952)
- Ivan Tlášek, ak. soch. sochař, restaurátor (25. 6. 1951 – 26.6.2023)
- Radek Tomša, ak. mal., sklářský výtvarník (* 26. 3. 1952)
- Maria Tomšová, ak. mal., sklářská výtvarnice (* 10. 8. 1951)
- Ludvík Vacek, ak. mal., grafik, pedagog (* 29. 7. 1951)
- Věra Vejsová, ak. mal., sklářská výtvarnice, pedagog (* 5. 2. 1956)
- Jaroslava Velebová-Lázničková, ak. mal., grafička, (13. 5. 1955 – 16.3.2018)